# Американська експедиція в Корею
Американська експедиція в Корею (англ. United States expedition to Korea), відома в Кореї як Сінмянйо (신미양요; Ханча: 辛未洋擾; буквально «Західне втручання в рік Сінмі (1871)») або просто Корейська експедиція) — військова окупаційна місія Збройних сил США в Кореї, яка відбувалася переважно на острові Канхва та навколо нього в 1871 році.

## Історія конфлікту
Причиною появи американських сухопутних і військово-морських сил у Кореї стала підтримка американської дипломатичної місії на чолі з американським послом у Китаї Фредеріком Лоу, що прибула для переговорів про торгові та політичні відносини з півострівною державою, щоб з'ясувати обставини зникнення під час відвідин Кореї в 1866 році торговельного судна «Генерал Шерман». Однак, згідно зі статтею The National Interest, власні записи Лоу вказують на те, що каральна кампанія була мотивована необхідністю продемонструвати американську владу над, на його думку, слабшою нацією. Раніше американські командири вважали за право мати можливість «мирно» увійти в корейські води для огляду та торгівлі, використовуючи важкоозброєні військові кораблі, й ігнорували неодноразові дипломатичні прохання поважати суверенітет Кореї.
У 1871 році Сполучені Штати направили Лоу разом з Азіатською ескадрою ВМС США до Кореї для розслідування зникнення «Генерала Шермана» та спроби переконати корейців розпочати торговельні відносини. Однак корейські чиновники дали зрозуміти Лоу, що вони не зацікавлені в торговельній угоді. Коли 1 червня корейські берегові батареї атакували два американські військові кораблі на річці Хан, Лоу вирішив атакувати форти, якщо корейці офіційно не вибачаться за засідку на березі річки. Однак корейські офіційні особи надіслали листи, в яких визнали американців відповідальними за порушення законів своєї країни через незаконне відправлення озброєних військових кораблів до їхніх територіальних вод, а також, нарешті, пояснили Лоу, що подібне сталося з «Генералом Шерманом». Губернатор Канхви також надіслав те, що Лоу назвав «кількома нікчемними предметами» — трьох корів, п'ятдесяти курей і тисячу яєць — щоб деескалувати ситуацію. Американці цю пропозицію відхилили. Натомість каральна кампанія була розпочата після того, як американський адмірал не отримав офіційних вибачень від корейців, які, на його думку вони мали принести. Ізоляціоністський характер уряду династії Чосон та імперський характер американців, які не визнавали усталену політику Кореї, перетворили дипломатичну експедицію на збройний конфлікт.
10 червня близько 650 американців висадилися та захопили кілька корейських фортів. Кульмінацією стала битва на Канхва, в якій було вбито понад 200 корейських солдатів. Американці втратили лише трьох своїх солдатів. Лоу очікував, що корейці поступляться після цієї перемоги, але замість цього йому сказали, що переговорів і подальших зустрічей з корейськими дипломатами більше не буде. Не зумівши залучити заручників і отримавши новини про більші та краще оснащені корейські підкріплення, Лоу зрозумів, що у них недостатньо сил для досягнення своїх цілей, і вирішив відступити. Торговий договір між двома країнами не бу укладений до 1882 року, через шість років після японсько-корейського договору 1876 року, який силою поклав край ізоляціонізму Кореї.
Дев'ять матросів (старший квартирмейстер Грейс, квартирмейстери Трой, Франклін і Роджерс, помічник боцмана Маккензі, рядовий матрос Ендрюс, тесляр Гейден і ландсмени Люкс і Мертон) і шість морських піхотинців (капрал Браун і рядові Коулман, Догерті, Макнамара, Оуенс і Первіс) були нагороджені медаллю Пошани, вперше і військовій історії США за дії в іноземному конфлікті.